# When You Were Mine
When You Were Mine è un brano musicale del cantautore statunitense Prince del 1980, inserito nell'album Dirty Mind.

## Versione di Cyndi Lauper
Il brano è stato interpretato come cover e pubblicato come singolo dalla cantante statunitense Cyndi Lauper, pubblicato nel 1985 ed estratto dall'album She's So Unusual.
Il singolo è stato diffuso a scopi promozionali negli Stati Uniti, mentre è uscito sul commercio in Canada e Giappone.

### Tracce
- 7" (Canada)
- A

1. When You Were Mine (Single Version) – 4:00

- B

1. Yeah Yeah – 3:17